# Franco Trappoli
Franco Trappoli (5 noiembrie 1947) este un om politic italian membru al Partidului Socialist, fost primar al orașului Fano între anii 1980 și 1983 și membru al Camerei Deputaților în anii 1980 și 1990.. 
A fost primul budist ales în Camera Deputaților din Italia.